# Xavi Porras
Xavi Porras (Olot, 22 d'agost de 1981) és un velocista i saltador paralímpic, que pertany al Futbol Club Barcelona i competeix en la categoria T11/B1 reservada a atletes cecs o amb una visió molt reduïda.

## Jocs Paralímpics
Al costat del guia Antonio Delgado, acudeix als seus primers Jocs Paralímpics (Atenes 2004), on competeix en tres disciplines: 100 i 200 metres llisos i salt de longitud. Finalitza novè en salt de longitud i acredita la seva millor marca en els 200 metres, amb 24,60 segons. Quatre anys després participa en la cita paralímpica de Pequín 2008, on es confirma el triple salt com la seva gran disciplina, en detriment dels 200 metres llisos. Aquest canvi va resultar providencial, ja que li va servir per penjar-se la seva primera medalla paralímpica, un bronze, al costat de qui era els seus ulls a la pista aleshores, el seu guia, Raúl Sabaté. A Londres 2012 completa els seus tercers jocs consecutius, participant en quatre disciplines i obtenint, al costat del seu actual guia, Enric Martín, dos cinquens llocs en les finals de triple salt (12,19 m) i llargada (6,08 m), com a millors registres, així com un onzè lloc en els 100 m, el qual fins al moment és el seu millor crono (11,79 s) i el rècord d'Espanya en les semifinals del relleu 4x100 metres amb un temps de 43,26 segons.
Va participar en els Jocs Paralímpics de Rio 2016 on a obtenir la 6a plaça a la prova de longitud. Finalment als Jocs de Tòquio 2020, que es van celebrar el 2021 per la pandèmia de la Covid-19, va obtenir el cinquè lloc a la final de salt de llargada.

## Campionats del Món IPC
La seva primera participació en uns mundials es va produir a Quebec 2003, on va aconseguir un meritori quart lloc en salt de longitud com a millor actuació. Tres anys després, a Assen 2006, es proclama campió del món de triple salt amb una marca de 13,02 metres (el seu millor registre) i obté, també, una medalla de bronze en longitud amb 6,08 metres. Aquesta mateixa temporada, participa en el Campionat del Món en pista coberta a Bollnas (Suècia 2006), i es proclama campió del món en triple salt amb una marca de 12,77 metres, rècord del món de la categoria indoor, a més de conquistar dues plates en salt de longitud (6,03 m) i en 60 metres (7,60 s). Després que una lesió el privés de competir al seu nivell, l'any següent als Jocs Mundials de Sao Paulo (Brasil 2007) va participar en la prova de triple salt i hi va obtenir un meritori sisè lloc. Xavi Porras ha d'esperar fins al Mundial de Nova Zelanda 2011, per tornar a proclamar-se subcampió mundial de salt de longitud, amb una marca de 5,99 metres, al mateix temps que sumava una nova medalla de bronze com a integrant del relleu 4x100 espanyol, al costat de Martín Parell Maça (T11), Maximiliano Óscar Rodríguez Magi (T12) i Gerard Descarrega Puigdevall (T12) amb una marca de 45,45 segons. En la següent cita mundialista a Lió (França 2013) torna a pujar al pòdium amb una medalla de bronze en salt de longitud, amb un registre de 6,24 metres. La seva última participació mundialista va ser a Doha 2015, després d'algunes lesions, on amb un salt de 5,89 metres no va poder superar el setè lloc.

## Europeus i altres competicions
El seu debut internacional arriba en un Campionat d'Europa (Lisboa 1999) i obté, al costat del seu primer guia, Sergio Segón, un meritori quart lloc en els 100 metres llisos, que referma la seva aposta per aquest esport, en detriment del futbol, la seva gran passió infantil. Però la seva explosió internacional va arribar dos anys després, en el campionat disputat a Bialastok (Polònia 2001), en el qual es va proclamar subcampió en els 100 metres i en el relleu del 4x100. Dos anys després, a Assen 2003, repeteix actuació amb dues noves medalles de bronze en salt de longitud (6,06 m) i en el 4x100 metres consolidant-se com un dels millors velocistes i saltadors europeus, i confirmant aquest estatus en els campionats d'Espoo (Finlàndia 2005) on, a més de millorar considerablement la seva marca en longitud, es proclama subcampió amb un registre de 6,19 metres i frega el podi en la final dels 100 metres llisos. La seva següent cita continental va ser a Rodes (Grècia 2009), on en una altra brillant actuació suma tres medalles: or en triple salt (12,76 m), plata en longitud (5,90 m) i bronze en els 100 metres (11,90 s). En la seva sisena compareixença en uns campionats d'Europa, Swansea (Gal·les 2014), torna a pujar al podi i es penja la seva novena medalla continental, bronze en salt de longitud amb una marca de 5,93 metres, que posa la cirereta a un gran 2014 en el qual reconquesta la corona de campió d'Espanya en els 100 metres llisos aconseguida l'any 2012, i es proclama subcampió nacional en salt de longitud.